# Safinamide
La safinamide ( DCI; marchio Xadago ) è un farmaco usato come trattamento aggiuntivo per il morbo di Parkinson con episodi off; ha molteplici modalità d'azione, inclusa l'inibizione della monoamino ossidasi B.
È stato approvato nell'Unione Europea nel febbraio 2015, negli Stati Uniti nel marzo 2017, e in Canada nel gennaio 2019.

## Usi medici
La safinamide è usata per il trattamento della malattia di Parkinson idiopatica come terapia adiuvante per le persone che assumono una dose stabile di levodopa (L-dopa) da sola o in combinazione con altri farmaci per il Parkinson, per aiutare con gli episodi off quando la levodopa smette di funzionare.

## Controindicazioni
La safinamide è controindicata nelle persone con grave insufficienza epatica, o affette da albinismo, retinite pigmentosa, grave neuropatia diabetica, uveite e altri disturbi della retina . Anche la combinazione con altri inibitori delle monoaminossidasi (MAO) e petidina è controindicata.
L'assunzione non è indicata per le donne in gravidanza. Il farmaco viene escreto nel latte materno e gli effetti sui neonati non sono noti.

## Effetti collaterali
Gli eventi avversi comuni negli studi clinici (in oltre l'1% delle persone) includevano nausea, vertigini, stanchezza, insonnia, ipotensione ortostatica (bassa pressione sanguigna) e mal di testa. Non vi è stata alcuna differenza significativa nell'occorrenza di questi effetti tra safinamide e placebo.
Negli esperimenti con i ratti (ma non in quelli con le scimmie) sono state osservate retinopatie.

## Overdose
Gli effetti da sovradosaggio attesi sono ipertensione (pressione sanguigna alta), ipotensione ortostatica, allucinazioni, agitazione psicomotoria, nausea, vomito e discinesia. Negli studi, si sospettava che una sola persona avesse un'overdose per un mese; i sintomi erano confusione, sonnolenza e midriasi (dilatazione delle pupille) e si attenuavano completamente dopo la sospensione del farmaco. Non è disponibile alcun antidoto specifico.

## Interazioni
In quanto inibitore delle MAO, la safinamide può teoricamente causare crisi ipertensive, sindrome serotoninergica e altri gravi effetti collaterali se combinata con altri inibitori delle MAO o con farmaci noti per interagire con gli inibitori delle MAO, come petidina, destrometorfano, inibitori selettivi della ricaptazione della serotonina (SSRI), inibitori della ricaptazione della serotonina-noradrenalina (SNRI), antidepressivi triciclici e tetraciclici . Secondo la stessa logica, gli studiosi si aspettavano di osservare un'interazione con la tiramina, una sostanza presente in vari alimenti, ma negli studi è stata esclusa.
La safinamide non deve essere somministrata con gli oppioidi; si sono verificate alcune reazioni fatali.
Un'altra interazione teorica è con farmaci affini alla proteina trasportatrice ABCG2 (nota anche come BCRP), come pitavastatina, pravastatina, ciprofloxacina, metotrexato e diclofenac; uno studio con quest'ultimo non ha mostrato rilevanza clinica. Uno studio che testa le possibili interazioni con gli inibitori dell'amidasi fa parte del piano di sviluppo post-autorizzazione.  Non ci sono interazioni rilevanti correlate agli enzimi epatici del citocromo P450 (CYP), sebbene una via di inattivazione della safinamide sembri essere mediata dal CYP3A4 .

## Farmacologia

### Meccanismi d'azione
Come i vecchi farmaci antiparkinson selegilina e rasagilina, la safinamide è un inibitore selettivo della monoammino ossidasi B, che riduce la degradazione della dopamina; a differenza degli altri due, la sua azione è reversibile. La safinamide inibisce anche il rilascio di glutammato e la ricaptazione della dopamina e della serotonina. Si lega anche ai recettori sigma, con valori di IC 50 per l'inibizione del legame di 19 nM per σ 1 e 1.590 nM per σ  . Inoltre, blocca i canali del sodio  del calcio, la cui rilevanza per la sua azione antiparkinson è tuttavia sconosciuta.

### Farmacocinetica
La safinamide viene assorbita rapidamente e quasi completamente dall'intestino e raggiunge le concentrazioni plasmatiche più elevate dopo 1,8-2,8 ore. Non esiste un metabolismo di primo passaggio rilevante; la biodisponibilità totale è del 95%. La sostanza è legata alle proteine plasmatiche per l'88–90%.
Il metabolismo non è ben compreso. Il passaggio principale è mediato da amidasi che non sono state identificate e produce acido safinamidico (NW-1153). Altri metaboliti rilevanti sono la safinamide O-debenzilata (NW-1199), l'ammina N-dealchilata che viene poi ossidata ad acido carbossilico (NW-1689) e il glucuronide di quest'ultimo. Nei test con microsomi epatici, la dealchilazione sembrava essere mediata dal CYP3A4, ma sembrano essere coinvolti anche altri enzimi CYP. L'acido safinamidico si lega al trasportatore di anioni organici 3 (OAT3), ma questo probabilmente non ha rilevanza clinica. La stessa safinamide si lega transitoriamente all'ABCG2. Negli studi preliminari non sono state trovate altre affinità di trasportatore.
La safinamide viene eliminata, principalmente (>90%) sotto forma dei suoi metaboliti, per via renale, con un'emivita di eliminazione compresa tra 20 e 30 ore. Solo l'1,5% si trova nelle feci.

Vie metaboliche della safinamide. Enzimi: CYP = citocromo P450, MAO-A = monoamino ossidasi A, ALDH = aldeide deidrogenasi, UGT = UDP-glucuronosiltransferasi. Gluc = acil glucuronide.

## Storia
Il composto è stato originariamente scoperto presso Farmitalia-Carlo Erba, che è stata acquisita da Pharmacia nel 1993. Nel 1995, Pharmacia si è fusa con Upjohn. La safinamide è stata resa nota per la prima volta nel 1998. Nel corso di un'importante ristrutturazione aziendale nello stesso anno, tutti i diritti per la safinamide sono stati trasferiti alla nuova società Newron Pharmaceuticals, che ha sviluppato il farmaco fino a quando non è stato venduto a Merck KGaA nel 2006.
Nel 2007 è stata avviata una sperimentazione clinica di Fase III, prevista fino al 2011. Nell'ottobre 2011 Merck, ora Merck-Serono, ha annunciato che avrebbe restituito tutti i diritti per lo sviluppo del composto a Newron perché voleva dare la priorità ad altri progetti e aveva corretto le proprie stime per il potenziale di mercato della safinamide al ribasso.
La Food and Drug Administration (FDA) statunitense ha rifiutato di la domanda di registrazione presentata da Newron nel 2014 per motivi formali. Newron ha presentato nuovamente domanda nel dicembre dello stesso anno. Nella primavera del 2015, a seguito di un accordo commerciale tra Newron e l'azienda farmaceutica italiana Zambon, l'Agenzia Europea dei Medicinali (EMA) ha approvato il farmaco. Negli anni successivi il farmaco è stato lanciato in diversi paesi europei. La safinamide è stato il primo farmaco antiparkinson approvato in circa dieci anni. La safinamide è stata approvata dalla FDA statunitense nel marzo 2017 per le persone con Parkinson che assumevano levodopa/carbidopa durante gli episodi off.

## Ricerca
Potenziali usi aggiuntivi potrebbero essere la sindrome delle gambe senza riposo (RLS) e l'epilessia. La safinamide è stata testata in studi di Fase II nel 2008, ma non sono disponibili risultati. Quando usata in aggiunta ai farmaci antiparkinson, la safinamide si è rivelata efficace nel ridurre il dolore nel morbo di Parkinson.